# Союз Т-12
Союз Т-12 — радянський космічний корабель (КК) серії «Союз Т», типу Союз Т (7К-СТ). Серійний номер 18Л. Реєстраційні номери: NSSDC ID: 1984-073A; NORAD ID: 15119.
Здійснено сьомий політ до орбітальної станції Салют-7.
Старт і посадка з екіпажем четвертих відвідин орбітальної станції Салют-7 (ЕП-4): Джанібеков/Савицька/Волк.
Під час польоту космічного корабля Союз Т-12 тривав політ корабля Союз Т-11; здійснено перший вихід у відкритий космос космонавтки (зі станції Салют-7).

## Параметри польоту
- Маса корабля — 7020 кг
- Нахил орбіти — 51,6°

## Екіпаж

### Стартовий
- Основний

Командир ЕП-4 — Джанібеков Володимир Олександрович
Бортінженер ЕП-4 — Савицка Світлана Євгенівна
Космонавт-дослідник ЕП-4 — Волк Ігор Петрович
- Дублери

Командир ЕП-4 — Васютін Володимир Володимирович
Бортінженер ЕП-4 — Іванова Катерина Олександрівна
Космонавт-дослідник ЕП-4 — Савіних Віктор Петрович

## Хронологія польоту
| Дата     | Час (UTC) | Подія | Схема                   |
| -------- | --------- | --- | ----------------------- |
| 1984 рік |           | |                         |
| 17 липня | 17:40:54  | З космодрому Байконур ракетою-носієм Союз-У2 (11А511У2) запущено космічний корабель Союз Т-12 з екіпажем Джанібеков/Савицька/Волк. | Салют-7+Союз Т-11       |
| 18 липня | 19:16:35  | Стикування космічного корабля Союз Т-12 з екіпажем четвертих відвідин Джанібеков/Савицька/Волк до заднього стикувального порту комплексу Салют-7 — Союз Т-11. Екіпаж станції Салют-7 після стикування: Кизим/Соловйов/Атьков/Джанібеков/Савицька/Волк(ЕО-3 і ЕП-4). | СоюзТ-12+Сал-7+СоюзТ-11 |
| 25 липня | 14:55     | Початок виходу у відкритий космос зі станції Салют-7 космонавтів Джанібекова і Савицької. | СоюзТ-12+Сал-7+СоюзТ-11 |
| 25 липня | 18:29     | Закінчення виходу у відкритий космос зі станції Салют-7 космонавтів Джанібекова і Савицької тривалістю 3:34; перший вихід космонавтки, випробувано універсальний ручний інструмент.                                                                                 | СоюзТ-12+Сал-7+СоюзТ-11 |
| 29 липня | 09:38     | Відстикування космічного корабля Союз Т-12 з екіпажем четвертих відвідин Джанібеков/Савицька/Волк від заднього стикувального порту комплексу Салют-7 — Союз Т-11. Екіпаж станції Салют-7 після відстикування: Кизим/Соловйов/Атьков.                                | Салют-7+Союз Т-11       |
| 29 липня | 12:10?    | Гальмівний імпульс космічного корабля Союз Т-12 з екіпажем Джанібеков/Савицька/Волк. | Салют-7+Союз Т-11       |
| 29 липня | 12:55:30  | Посадка космічного корабля Союз Т-12 з екіпажем Джанібеков/Савицька/Волк. | Салют-7+Союз Т-11       |